# Spinocosmarium
Spinocosmarium  là một chi Song tinh tảo trong họ Desmidiaceae.